# 吴振宇 (朝鲜)
吴振宇（朝鲜语：／，1917年3月8日—1995年2月25日）为朝鲜民主主义共和国高级官员以及朝鲜人民军重要人物，一生历任朝鲜民主主义人民共和国国防委员会副委员长，朝鲜人民军總參謀長，朝鲜人民武装力量部部长，1992年被授予朝鲜人民军元帅军衔，1995年2月25日病逝于平壤。

## 生平
吴振宇原籍咸镜北道北青郡，生于中國吉林延邊汪清县。就读于龙井大成中学。1932年任汪清腰营沟儿童团辅导员。1933年10月，參加汪清抗日游击队第4连和東北抗日聯軍。1937年7月加入中國共產党。曾加入苏联远东方面军独立第88步兵旅。1945年以朝鲜工作团成员身份，随苏军回国，任平壤城防副司令官兼民警局局长。同年转入朝鲜劳动党。1946年9月，任朝鲜中央保安干部学校军事副校长。1948年2月，加入刚刚建军的朝鲜人民军，任独立旅参谋长、旅长。1949年，任军事学校校长。韓戰爆发后任第43师师长。曾率領第766獨立步兵團（766部隊）進攻釜山環型防禦圈。
1953年开始负责首相金日成的保卫工作。1954年，吴振宇任朝鲜人民军第3师师长，升任少将。1956年4月当选为朝鲜劳动党中央委员会候补中央委员。1957年10月，任第3军军长。1958年3月，任人民军空军和防空军参谋长，晉升空军中將軍銜，1960年8月，任朝鮮人民軍第1軍軍長，晋升上将军衔。1961年9月，当选为朝鲜劳动党中央委员会委员。1962年10月起，连续当选为朝鲜民主主义人民共和国最高人民会议第三至第九届最高人民会议议员。1963年10月任朝鮮民族保衛省第一副相，晉升為大將。1966年10月，当选为朝鲜劳动党中央政治委员会候补委员。1967年4月任朝鮮人民軍總政治局局長。1968年，被授予朝鮮民主主義人民共和國英雄稱號。
1968年12月，任朝鮮勞動党中央書記。1969年2月，任朝鮮民族保衛省第一副相兼朝鮮人民軍總參謀長。1970年7月起，任朝鲜劳动党中央军事委员会副委員長。1970年11月，当选为朝鲜劳动党中央政治委员会委员。1971年12月兼任朝鮮中央人民委員會委员、中央国防委员会副委员长。1976年5月至1995年2月，擔任朝鮮人民武裝力量部部長（相当于国防部长）兼朝鲜人民军总参谋长。1979年朝鲜人民军总政治局局长。1980年10月，当选为朝鲜劳动党中央政治局常务委员、中央军事委员会委员。1983年6月，吴振宇陪同金正日秘密访问中国，与中国高层领导人会面。1985年4月，被授予朝鲜人民军次帅軍銜。1987年3月，被授予金日成勛章。1992年4月，晉升元帥軍銜。1995年2月25日病逝於平壤。葬于平壤市东北郊大城山革命烈士陵园。

### 曾任职务
历任朝鲜劳动党中央政治局常务委员、中央委员会书记、中央军事委员会副委员长，朝鲜民主主义人民共和国中央人民委员会委员、朝鲜国防委员会第一副委员长，朝鲜民主主义人民共和国最高人民会议议员。

### 军衔晋升
1954年 晋升朝鲜人民军陆军少将
1958年 晋升朝鲜人民军空军中将（1958年调任朝鲜人民军空军参谋长兼防空军参谋长，军衔改授空军中将）
1960年 晋升朝鲜人民军陆军上将（1960年调任朝鲜人民军陆军第一军军长，军衔改授陆军上将）
1963年 晋升朝鲜人民军陆军大将
1985年 晋升朝鲜人民军次帅
1992年 被授予朝鲜人民军元帅军衔

## 军衔变化
吴振宇最初是被授予和金正日一样的：“朝鲜民主主义人民共和国元帅。”军衔（在1992年4月21日的《劳动新闻》和1992年朝鲜人民军建军阅兵式上都能证明）。后来为了突出金正日的主体性，改为“朝鲜人民军元帅”。

## 家庭
他至少育有一子，名吴日晶，军衔为陆军大将。